# Pfetterhouse
Pfetterhouse település Franciaországban, Haut-Rhin megyében. Lakosainak száma 967 fő (2022. január 1.). Pfetterhouse Seppois-le-Bas, Seppois-le-Haut, Mooslargue, Réchésy, Courtavon, Liebsdorf, Basse-Vendline és Durlinsdorf községekkel határos.

## Népesség
A település népességének változása:
| Lakosok száma | 1016 | 1019 | 1025 | 980  | 961  | 966  | 957  | 948  | 967  |
|               | 2013 | 2015 | 2016 | 2017 | 2018 | 2019 | 2020 | 2021 | 2022 |

## Történelme

Svájci katona őrzi a hármashatárt

1870-től Elzász-Lotaringiához tartozott. 1919-ig Pfetterhouse mellett volt a svájci–francia–német hármashatár, így az első világháború idején, délen itt értek véget a nyugati front lövészárkai. A svájci határon rendszeresen próbáltak átszökni mindkét fél katonaszökevényei.

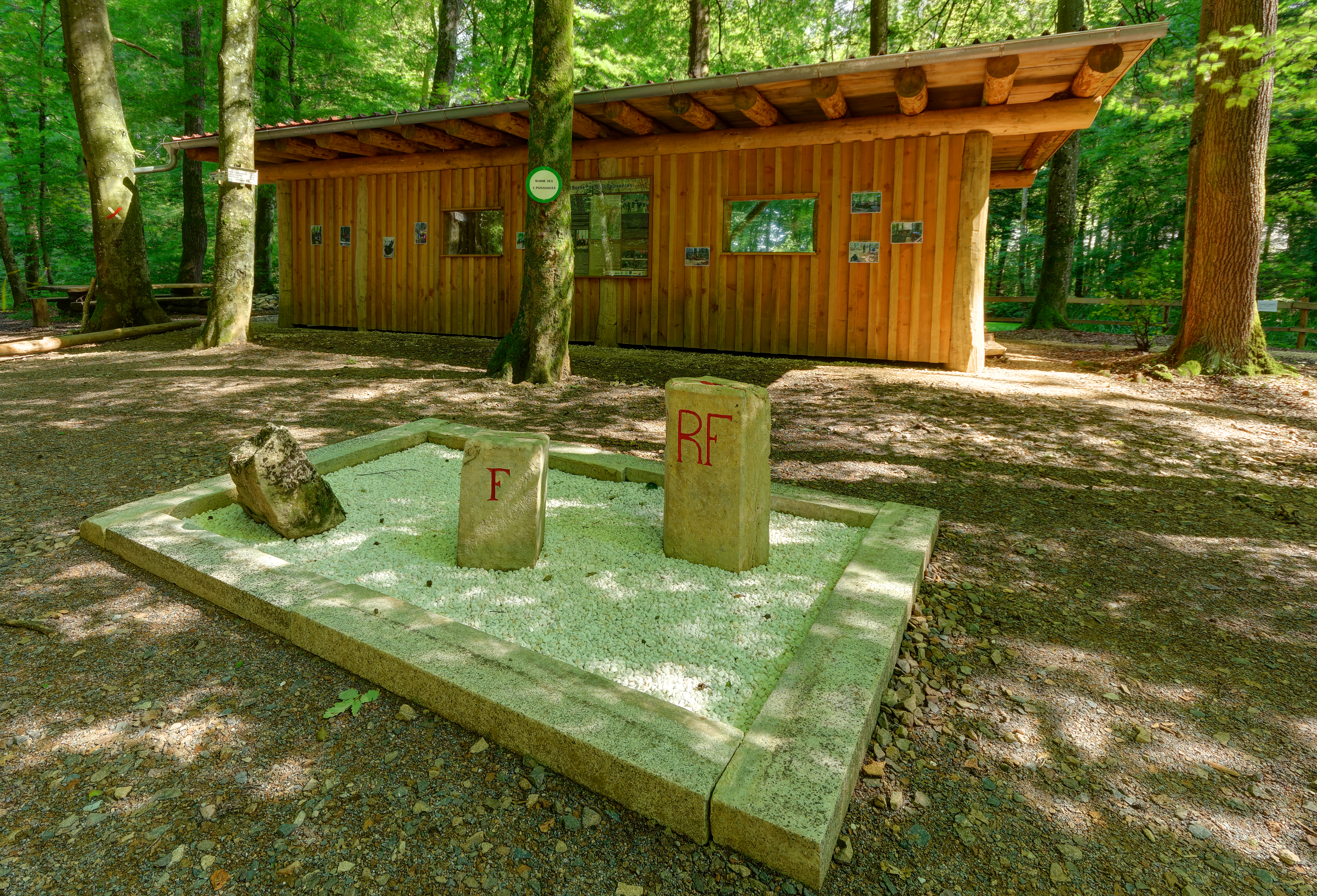
A volt hármashatár napjainkban